# Sülfeld (Wolfsburg)
Sülfeld ist der westlichste Stadtteil von Wolfsburg, der im Tal des Baches Mühlenriede liegt. Ortsnah liegt die 1938 entstandene Schleuse Sülfeld, die einzige Schleuse des Mittellandkanals zwischen Hannover und Magdeburg. Zum Stadtteil zählt die außerhalb der geschlossenen Ortschaft liegende Schleusensiedlung. Sie entstand in den 1930er Jahren durch den Bau von zwölf Wohnhäusern für Schleusenarbeiter.

## Geschichte
Thietmar von Merseburg berichtet in seiner Chronik von einem Wunder, das sich in der zweiten Dezemberwoche des Jahres 1017 in Silivellun (Sülfeld) ereignet habe (Chronik VII, 68). Es ist die erste bekannte Nennung des Ortes Sülfeld bei Fallersleben. Sülfeld wird als Gutshof von Sulefelde 1339 erstmals urkundlich erwähnt, die Markus-Kirche des Ortes bereits 1318. Eine weitere Ortsnennung erfolgte 1360, als Herzog Magnus von Braunschweig-Lüneburg dem Zisterzienser-Kloster Riddagshausen bei Braunschweig einen Teil des Dorfes vermachte. Nördlich der Kirche bildete sich das Haufendorf Sülfeld, das 1489 bereits 21 Wohnstellen hatte. Ein im südlichen Dorfteil gelegenes Gut wurde bereits im 19. Jahrhundert im Rahmen der Verkoppelung (Flurbereinigung) aufgelöst. Die Einwohnerzahl von 564 im Jahre 1939 verdoppelte sich infolge des Zustroms an Kriegsflüchtlingen nach dem Zweiten Weltkrieg. Durch das Arbeitsplatzangebot im nahen Volkswagenwerk steigerte sie sich auf heute über 3000 Einwohner.
Am 1. Juli 1972 wurde Sülfeld, das aus dem Landkreis Gifhorn stammt, gemäß dem Wolfsburg-Gesetz in die Stadt Wolfsburg eingegliedert.

## Politik
Sülfeld bildet gemeinsam mit dem Stadtteil Fallersleben die Ortschaft Fallersleben-Sülfeld, die durch einen Ortsrat vertreten wird. Ortsbürgermeister ist André-Georg Schlichting (CDU).

## Wappen
Sülfeld besitzt unter allen Wolfsburger Stadtteilen das drittälteste Wappen; von den ehemaligen Gemeinden, die nicht Städte waren, sogar das älteste. Es wurde am 12. April 1929 vom preußischen Staatsministerium verliehen – Sülfeld gehörte damals mit der Provinz Hannover zum Freistaat Preußen – und ist das wiederbelebte Wappen des Geschlechtes von Solevelde (Sülfeld), das im 14. Jahrhundert Besitzer des Dorfes und Inhaber des Kirchenpatronats war.
- Heraldische Beschreibung:
In Silber (Weiß) ein blauer Schrägbalken, belegt mit vier paarweise abgewandten, silbernen (weißen) Schwanenköpfen mit goldenen (gelben) Schnäbeln und roten Zungen.

## Kultur und Sehenswürdigkeiten

### Bauwerke
- Markuskirche von 1318 – evangelisch-lutherisch
- Die Schleuse Sülfeld des Mittellandkanals von 1938, deren Südkammer 2007 neu erbaut wurde
- Der Gutshof mit der Produktionsstätte sowie Verkaufsräumen des Sülfelder Korns und einer Weinhandlung

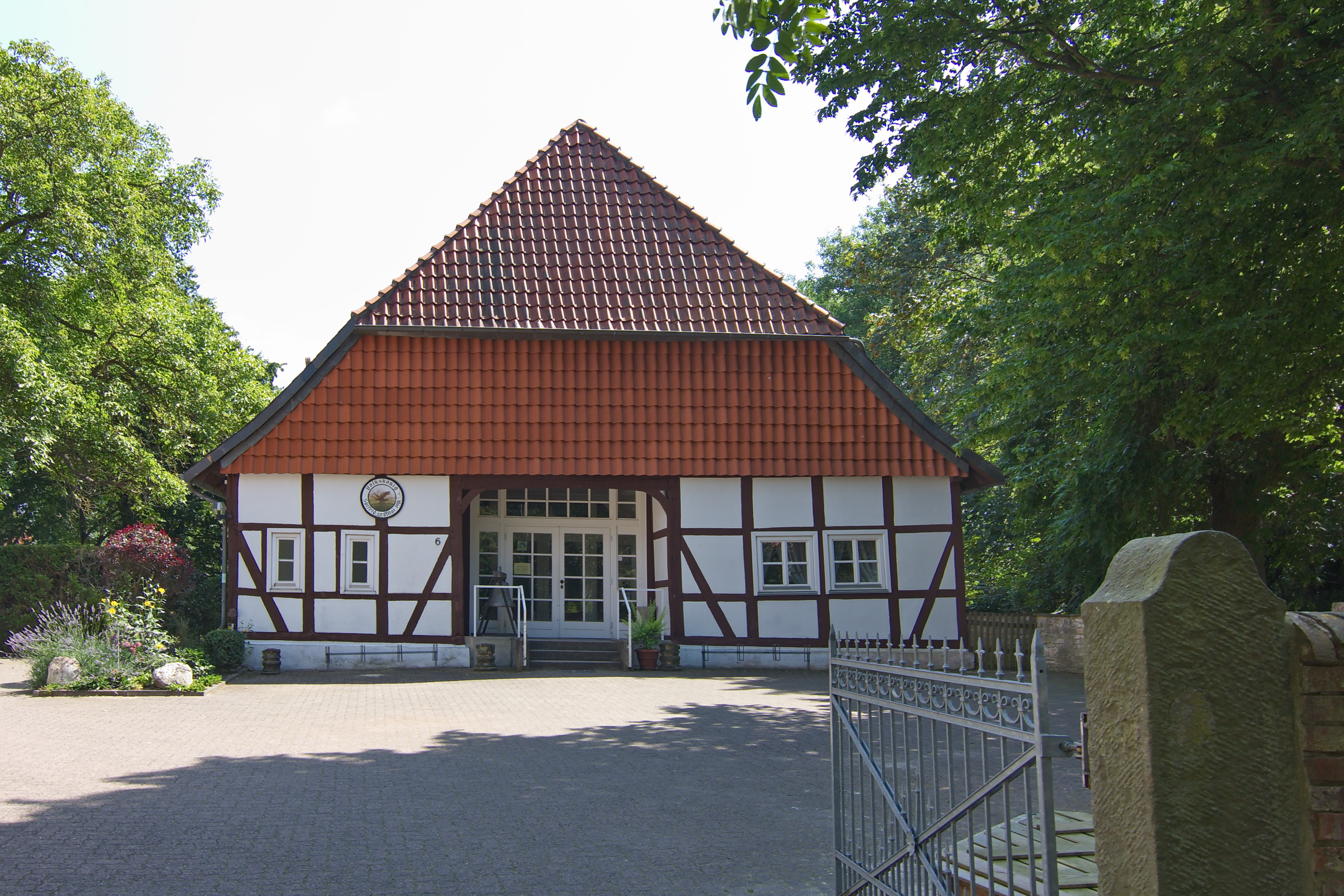
Gemeindehaus der Markuskirche
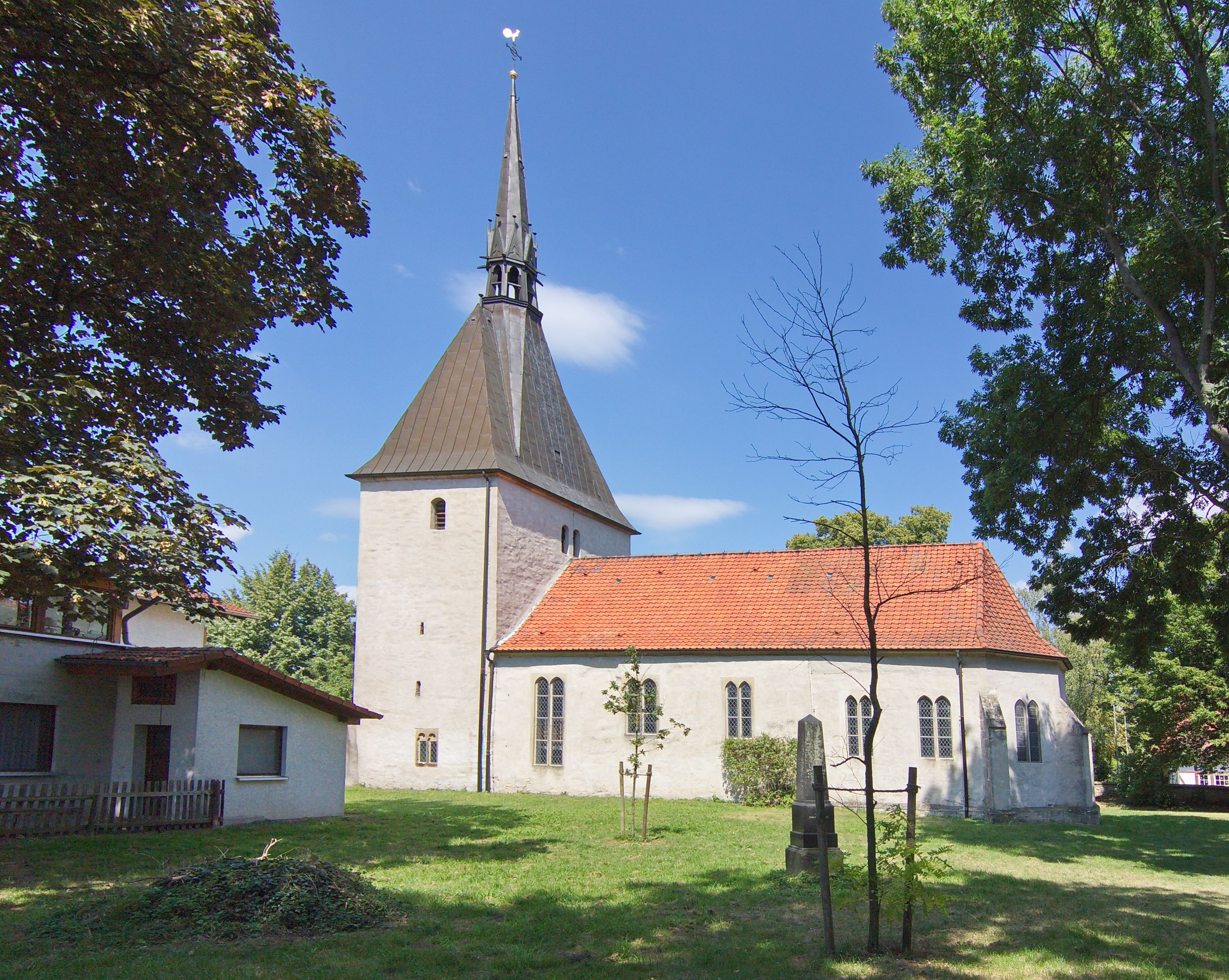
Markuskirche
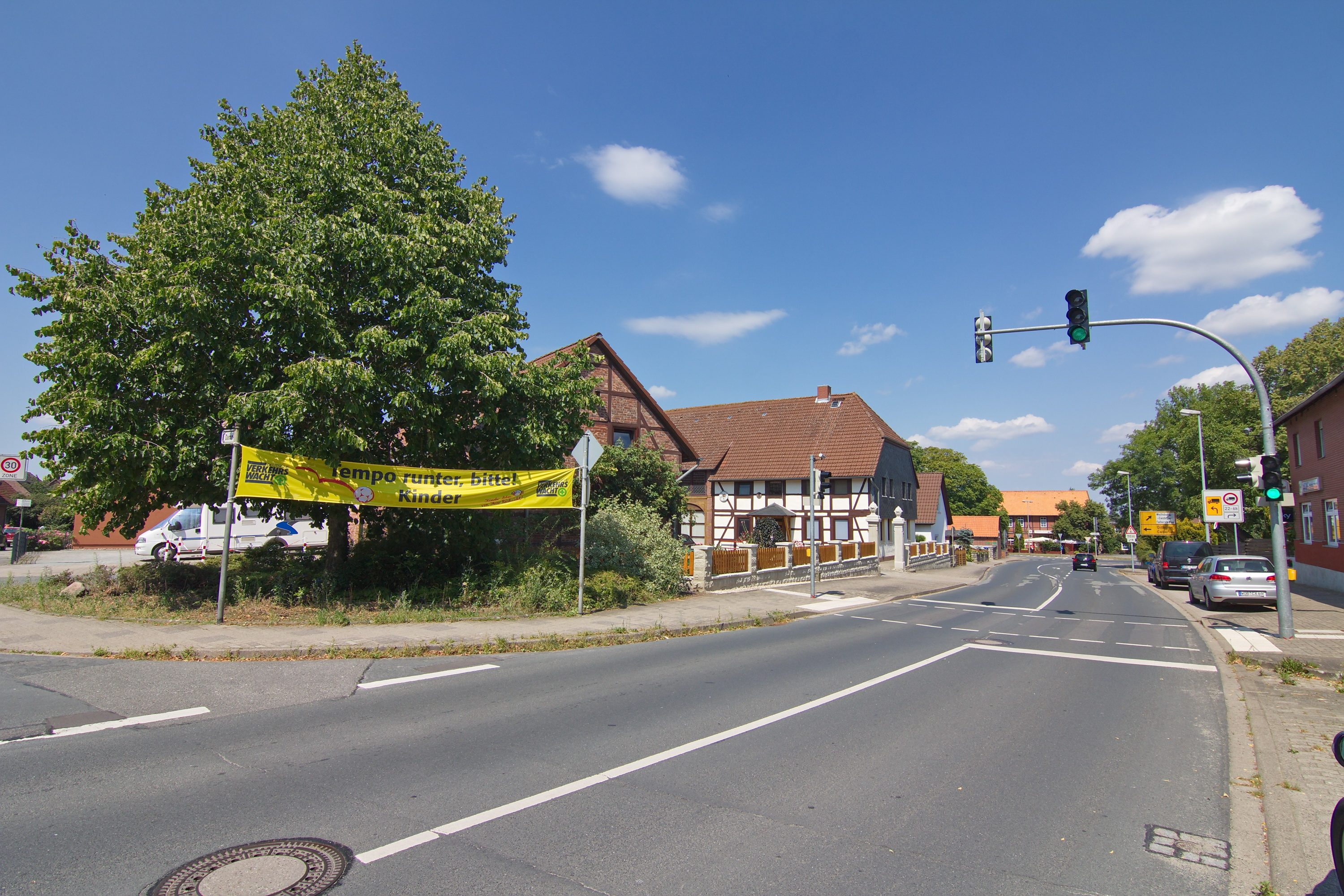
Ortsblick
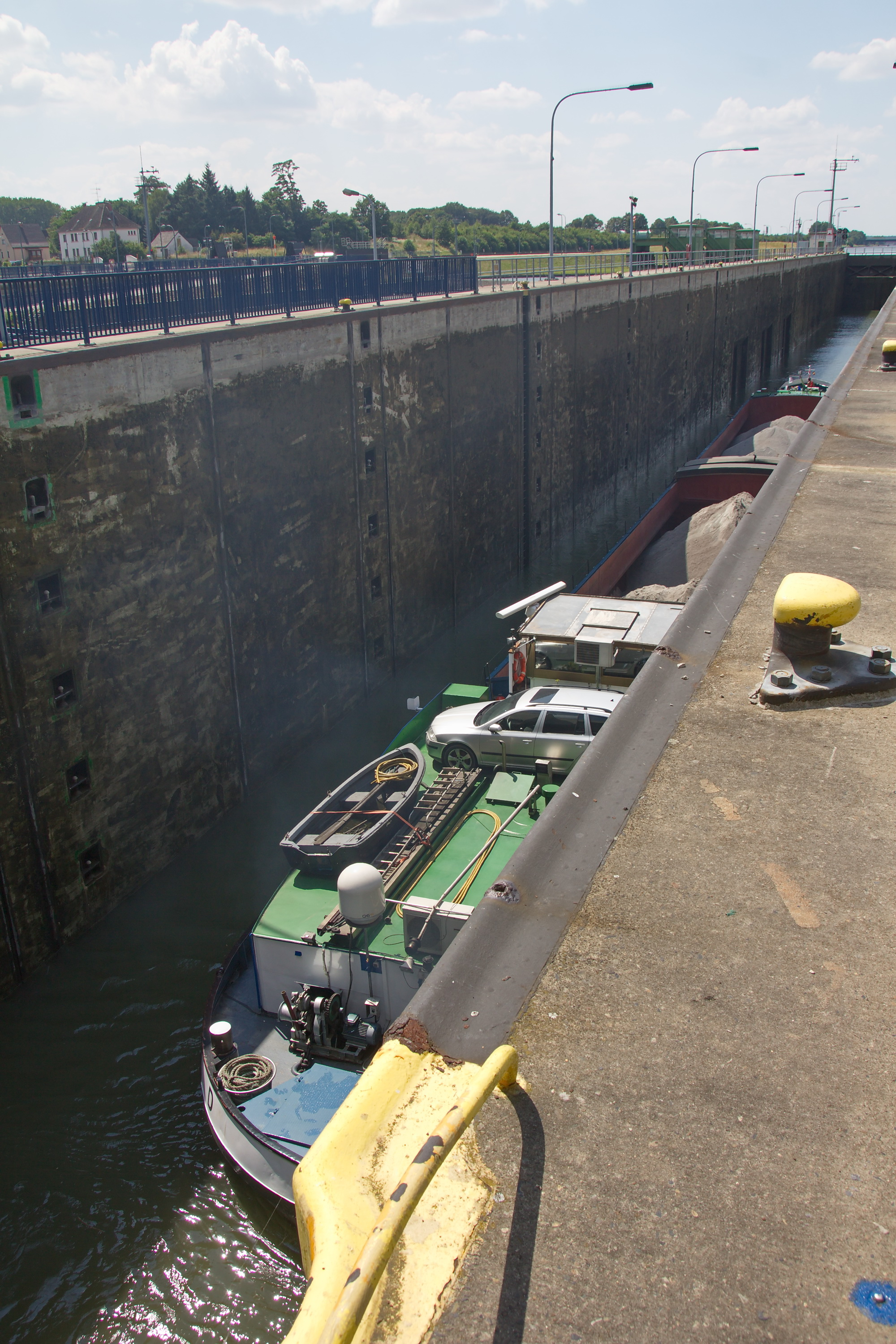
Schleuse Sülfeld

### Grünflächen und Naherholung
Im Norden der Gemarkung Sülfeld liegt das Feucht- und Naturschutzgebiet Barnbruch. Der im benachbarten Isenbüttel liegende Tankumsee, der beim Bau des Elbe-Seitenkanals entstanden ist, dient der Naherholung und gehört zum Einzugsbereich. Im weiteren Einzugsbereich liegt das Freibad Fallersleben.

### Sport
Der Turn- und Sportverein Sülfeld e. V. (TSV Sülfeld) wurde 1913 als Männerturnverein (MTV) gegründet. Der Beginn des Ersten Weltkrieges unterband die Vereinsarbeit weitestgehend, sodass diese erst nach Kriegesende 1919 wieder aufgenommen wurde. Zwei Jahre später gründete sich ein Sport-Club mit dem Schwerpunkt Fußball (SV Sülfeld), der 1922 mit dem MTV Sülfeld zum heutigen TSV Sülfeld fusionierte. Drei Jahre später gründete sich eine Frauenturn-Sparte.
Im Jahr 1945 wurde der TSV Sülfeld erstmals neugegründet. Nach dem Zweiten Weltkrieg konnte der Verein seine Aktivitäten erheblich ausbauen und etablierte in den folgenden Jahrzehnten neue Abteilungen. 1963 beschloss der Vereinsvorstand die Auflösung des Vereins. Lediglich die 1. Fußballmannschaft blieb bestehen und es bildete sich eine Jugendabteilung. Im Jahr 1972 konnte der Verein die bis jetzt bestehende Mehrzweckhalle Sülfeld einweihen, gefolgt vom heutigen A-Platz im folgenden Jahr. Im Jahr 2010 wurde die Einweihung der kleinen eigenen Gymnastikhalle gefeiert. Damals wurde der Gesundheitssport stark ausgebaut.
Der ehemalige Fußballnationalspieler Willi Giesemann (genannt "Tille") erlernte in seiner Kinder- und Jugendzeit beim TSV Sülfeld das Fußballspielen.
2013 umfasste der Sportverein ca. 600 Mitglieder, fünf Abteilungen Breitensport und vier Abteilungen Wettkampfsport. Heute werden in dem Verein Darts, Fußball, Seniorengymnastik, Tanz, Tischtennis und Volleyball sowie verschiedene Arten von Fitnesstraining und Gymnastik ausgeübt.

## Wirtschaft und Infrastruktur

### Bildung
- Katholische Kindertagesstätte St. Marien
- Grundschule Sülfeld
- Ludwig Fresenius Schulen, Standort Wolfsburg, Fachschule für Ergotherapie und Physiotherapie

### Verkehr
Als Hauptverkehrsstraßen führen die L 321 Richtung Osten nach Fallersleben, dann weiter in Richtung Stadtmitte und nach Westen in Richtung Wettmershagen, sowie die L 292 nach Westen Richtung Calberlah und Gifhorn. Sülfeld ist an das Netz des öffentlichen Personennahverkehrs mit der Wolfsburger Verkehrs GmbH (WVG) angeschlossen. Eine direkte Verbindung besteht in das VW-Werk. Nach Gifhorn verkehrt die Verkehrsgesellschaft Landkreis Gifhorn (VLG).
Durch den Stadtteil verläuft die Weddeler Schleife, eine Bahnstrecke, die Braunschweig und Wolfsburg verbindet. Nördlich verläuft in Ost-West-Richtung die Bahnstrecke Berlin–Lehrte bzw. Schnellfahrstrecke Hannover–Berlin. In Ermangelung eines eigenen Bahnhofes wird der Bahnhof Fallersleben oder der Hauptbahnhof in der Stadtmitte genutzt. Parallel zur Eisenbahntrasse verläuft der Mittellandkanal.
Die Schifffahrt wird an den Häfen Wolfsburgs abgefertigt.

## Persönlichkeiten
- Willi Giesemann genannt „Tille“ (* 2. September 1937; † 4. Oktober 2024), deutscher Fußballnationalspieler
- Dennis Engel (* 22. Juli 1972), Autocross-Europameister Division 3A 2002, 2003